# Les Dépassements
Pour les articles homonymes, voir Dépassement (homonymie).
Les Dépassements (I sorpassi) est une nouvelle de Dino Buzzati, incluse dans le recueil Le K publié en 1966.

## Résumé
Un conducteur commence par faire avancer doucement sa voiture pour la roder, tout en répondant aux remarques de sa mère. Peu après, il accélère et double des véhicules qui transportent des célébrités. Après trente années pendant lesquelles il ne s'est pas fait dépasser, une voiture le double.